# Ján Packa
Ján Packa, slovaški rokometaš in rokometni trener, * 22. maj 1952, Vlčany, Češkoslovaška (sedaj Slovaška).
Packa je leta 1976 na poletnih olimpijskih igrah v Montrealu v sestavi češkoslovaške rokometne reprezentance osvojil sedmo mesto.
Od leta 1989 deluje kot trener. Od januarja 2012 je trener aktualnih ženskih prvakinj Slovaške, kluba IUVENTA Michalovce.